# Pfarrkirche Fels am Wagram

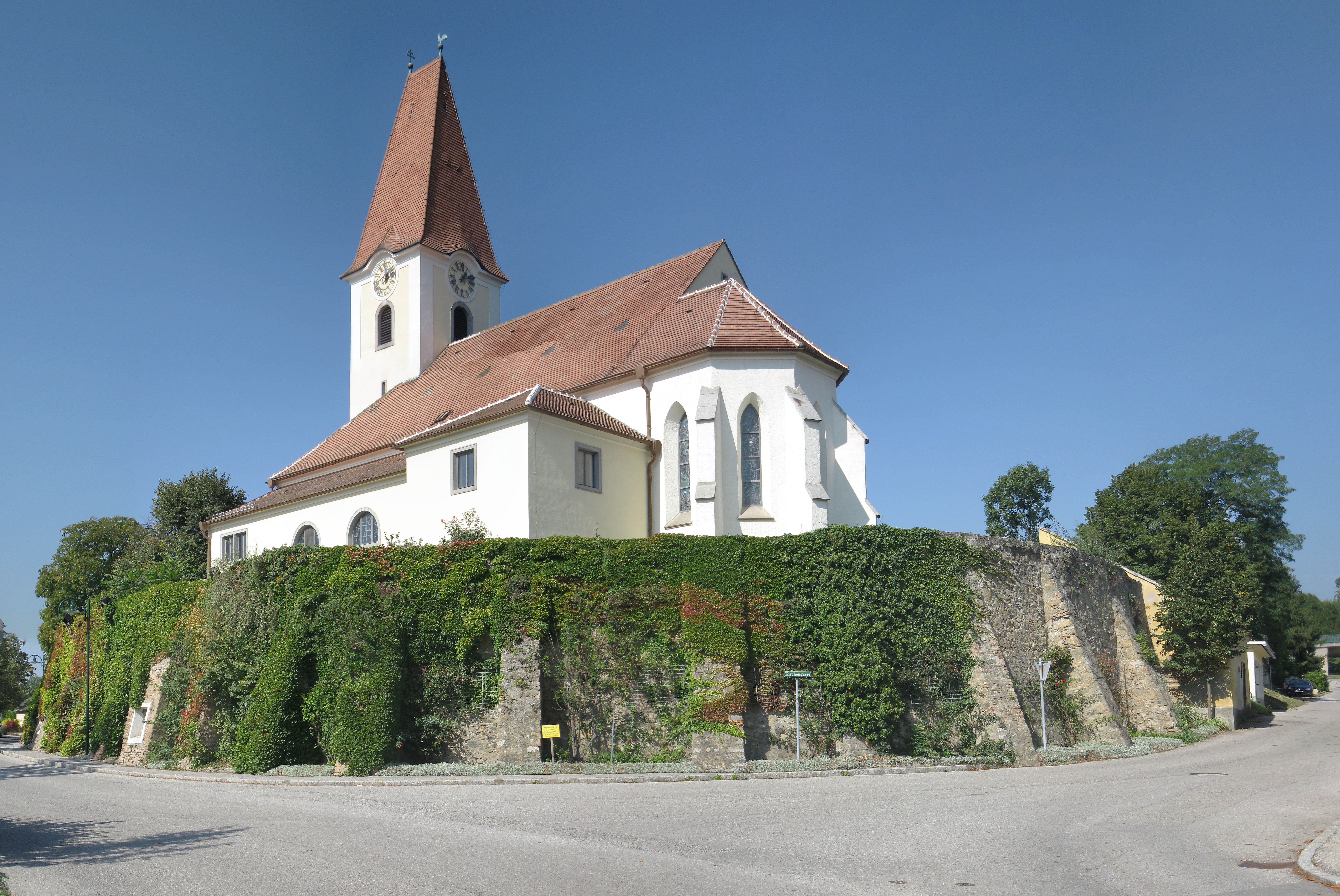
Kath. Pfarrkirche hl. Margaretha in Fels am Wagram

Die römisch-katholische Pfarrkirche Fels am Wagram steht auf einer Anhöhe im Osten des Ortes Fels am Wagram in der Marktgemeinde Fels am Wagram im Bezirk Tulln in Niederösterreich. Die der heiligen Margaretha geweihte Kirche gehört zum Dekanat Hadersdorf im Vikariat Unter dem Manhartsberg der Erzdiözese Wien. Die Kirche steht unter Denkmalschutz.

## Geschichte
Die Kirche war anfangs eine Filiale von Kirchberg am Wagram. Eine Pfarre wurde urkundlich vor 1590 genannt. Der gotische Kirchenbau wurde 1697 frühbarock umgebaut. 1962 wurde die Kirche wegen Baufälligkeit abgerissen, der Turm und der Chor wurde erhalten. Der Neubau erfolgte mit dem Architekten Johann Petermair (1963) im Wesentlichen als Rekonstruktion der barocken Vorgängerkirche und erhielt im Norden einen großzügigen Erweiterungsbau mit einer Nordkapelle unter einem hohen asymmetrischen Satteldach.

## Ausstattung
Auf dem ehemaligen Hochaltar zeigt das Hochaltarblatt Margaretha und das Oberbild die Dreifaltigkeit, gemalt von Martin Johann Schmidt (um 1786). Den Volksaltar mit einem Relief und den Tabernakel schuf Viktor Hammer (1963).